# Maywood (Kalifornia)
Maywood – miasto w Stanach Zjednoczonych, w stanie Kalifornia, w hrabstwie Los Angeles. W 2010 zamieszkiwało je 27,395 osób. Miasto leży na wysokości 46 metrów n.p.m. i zajmuje powierzchnię 3,052 km².
Prawa miejskie uzyskało 2 września 1924.